# Prezydenci miast w Polsce (kadencja 2014–2018)
Prezydenci VII kadencji miast w Polsce – prezydenci 107 miast w Polsce.
106 spośród nich zostało wybranych w wyborach samorządowych w 2014 na kadencję przypadającą na lata 2014–2018. Pierwsza tura głosowania odbyła się 16 listopada 2014, druga (przeprowadzana, jeżeli w pierwszej turze żaden z kandydatów nie uzyskał ponad 50% ważnie oddanych głosów) miała miejsce 30 listopada 2014. Wybory przeprowadzono na podstawie przepisów Kodeksu wyborczego (2011).
Wyborów na urząd prezydenta miasta nie przeprowadzono w Zielonej Górze (województwo lubuskie) z uwagi na uchwalone z datą 1 stycznia 2015 połączenie tego miasta z gminą wiejską Zielona Góra. Obowiązki prezydenta dalej wykonywał Janusz Kubicki, który zwyciężył 15 marca 2015 w przeprowadzonych wówczas wyborach.

## Lista prezydentów
Pogrubieniem wyróżniono imiona i nazwiska prezydentów wyłonionych w I turze wyborów.
W kolumnie % w I turze gwiazdką (*) oznaczono kandydatów, którzy zajęli II miejsce w I turze.
| Lp.  | Miasto                  | Województwo         | Prezydent | Prezydent               | Data urodzenia            | Komitet wyborczy                                              | Kadencja | % w I turze | % w II turze |
| ---- | ----------------------- | ------------------- | --------- | ----------------------- | ------------------------- | ------------------------------------------------------------- | -------- | ----------- | ------------ |
| 1.   | Bełchatów               | łódzkie             |           | Mariola Czechowska      | 17 stycznia 1971(dts)     | Prawo i Sprawiedliwość                                        | 1        | 25,34       | 61,92        |
| 2.   | Będzin                  | śląskie             |           | Łukasz Komoniewski      | 25 września 1980(dts)     | KWW Łukasza Komoniewskiego (członek SLD)                      | 2        | 64,68       | —            |
| 3.   | Biała Podlaska          | lubelskie           |           | Dariusz Stefaniuk       | 10 maja 1981(dts)         | Prawo i Sprawiedliwość                                        | 1        | 45,10       | 58,11        |
| 4.   | Białystok               | podlaskie           |           | Tadeusz Truskolaski     | 10 kwietnia 1958(dts)     | KWW Tadeusza Truskolaskiego                                   | 3        | 49,37       | 63,76        |
| 5.   | Bielsko-Biała           | śląskie             |           | Jacek Krywult           | 24 lipca 1941(dts)        | KWW Jacka Krywulta                                            | 4        | 47,96       | 59,88        |
| 6.   | Bolesławiec             | dolnośląskie        |           | Piotr Roman             | 5 października 1962(dts)  | KWW Piotra Romana                                             | 4        | 52,03       | —            |
| 7.   | Bydgoszcz               | kujawsko-pomorskie  |           | Rafał Bruski            | 1 lipca 1962(dts)         | Platforma Obywatelska RP                                      | 2        | 37,08       | 57,11        |
| 8.   | Bytom                   | śląskie             |           | Damian Bartyla          | 3 kwietnia 1973(dts)      | KWW Bis i Damiana Bartyli                                     | 2        | 62,31       | —            |
| 9.   | Chełm                   | lubelskie           |           | Agata Fisz              | 13 maja 1973(dts)         | KWW Agaty Fisz Postaw na Chełm (członkini SLD)                | 3        | 49,33       | 70,69        |
| 10.  | Chorzów                 | śląskie             |           | Andrzej Kotala          | 9 listopada 1962(dts)     | Platforma Obywatelska RP                                      | 2        | 50,79       | —            |
| 11.  | Ciechanów               | mazowieckie         |           | Krzysztof Kosiński      | 17 lutego 1988(dts)       | Polskie Stronnictwo Ludowe                                    | 1        | 31,90       | 56,92        |
| 12.  | Częstochowa             | śląskie             |           | Krzysztof Matyjaszczyk  | 27 maja 1974(dts)         | SLD Lewica Razem (członek SLD)                                | 2        | 42,16       | 56,72        |
| 13.  | Dąbrowa Górnicza        | śląskie             |           | Zbigniew Podraza        | 2 grudnia 1953(dts)       | SLD Lewica Razem (członek SLD)                                | 3        | 61,39       | —            |
| 14.  | Elbląg                  | warmińsko-mazurskie |           | Witold Wróblewski       | 26 listopada 1959(dts)    | KWW Witolda Wróblewskiego (członek PSL)                       | 1        | 31,01*      | 55,23        |
| 15.  | Ełk                     | warmińsko-mazurskie |           | Tomasz Andrukiewicz     | 6 lutego 1974(dts)        | KWW Dobro Wspólne                                             | 3        | 77,30       | —            |
| 16.  | Gdańsk                  | pomorskie           |           | Paweł Adamowicz         | 2 listopada 1965(dts)     | Platforma Obywatelska RP                                      | 5        | 46,05       | 61,25        |
| 17.  | Gdynia                  | pomorskie           |           | Wojciech Szczurek       | 1 grudnia 1963(dts)       | KWW Wojciecha Szczurka Samorządność                           | 5        | 79,01       | —            |
| 18.  | Gliwice                 | śląskie             |           | Zygmunt Frankiewicz     | 19 czerwca 1955(dts)      | KWW Koalicja dla Gliwic Z. Frankiewicza                       | 7        | 55,73       | —            |
| 19.  | Głogów                  | dolnośląskie        |           | Rafael Rokaszewicz      | 30 listopada 1973(dts)    | KWW Rafaela Rokaszewicza (członek SLD)                        | 1        | 43,94       | 53,38        |
| 20.  | Gniezno                 | wielkopolskie       |           | Tomasz Budasz           | 17 lipca 1972(dts)        | Platforma Obywatelska RP                                      | 1        | 32,32*      | 56,23        |
| 21.  | Gorzów Wielkopolski     | lubuskie            |           | Jacek Wójcicki          | 26 sierpnia 1981(dts)     | KWW Ludzie dla Miasta                                         | 1        | 60,59       | —            |
| 22.  | Grudziądz               | kujawsko-pomorskie  |           | Robert Malinowski       | 29 kwietnia 1949(dts)     | Platforma Obywatelska RP                                      | 3        | 52,53       | —            |
| 23.  | Inowrocław              | kujawsko-pomorskie  |           | Ryszard Brejza          | 13 marca 1958(dts)        | KWW Porozumienie Ryszarda Brejzy                              | 4        | 45,71       | 50,80        |
| 24.  | Jastrzębie-Zdrój        | śląskie             |           | Anna Hetman             | 24 lipca 1962(dts)        | Platforma Obywatelska RP                                      | 1        | 29,67*      | 57,79        |
| 25.  | Jaworzno                | śląskie             |           | Paweł Silbert           | 7 lutego 1962(dts)        | Jaworzno Moje Miasto                                          | 4        | 45,58       | 57,67        |
| 26.  | Jelenia Góra            | dolnośląskie        |           | Marcin Zawiła           | 6 maja 1958(dts)          | KWW Marcina Zawiły Zmieniamy Jelenią Górę (członek PO)        | 3        | 32,00       | 58,47        |
| 27.  | Kalisz                  | wielkopolskie       |           | Grzegorz Sapiński       | 10 listopada 1971(dts)    | KWW Wspólny Kalisz                                            | 1        | 30,49*      | 60,29        |
| 28.  | Katowice                | śląskie             |           | Marcin Krupa            | 5 kwietnia 1976(dts)      | KWW Forum Samorządowe i Piotr Uszok                           | 1        | 43,09       | 71,31        |
| 29.  | Kędzierzyn-Koźle        | opolskie            |           | Sabina Nowosielska      | 14 lutego 1962(dts)       | Platforma Obywatelska RP                                      | 1        | 24,52*      | 55,01        |
| 30.  | Kielce                  | świętokrzyskie      |           | Wojciech Lubawski       | 22 kwietnia 1954(dts)     | KWW Porozumienie Samorządowe W. Lubawski                      | 4        | 55,69       | —            |
| 31.  | Knurów                  | śląskie             |           | Adam Rams               | 22 listopada 1956(dts)    | KWW Wspólnie dla Knurowa                                      | 4        | 74,29       | —            |
| 32.  | Kołobrzeg               | zachodniopomorskie  |           | Janusz Gromek           | 4 lipca 1956(dts)         | Platforma Obywatelska RP                                      | 3        | 39,33       | 51,94        |
| 33.  | Konin                   | wielkopolskie       |           | Józef Nowicki           | 14 sierpnia 1944(dts)     | SLD Lewica Razem (członek SLD)                                | 2        | 29,10       | 52,24        |
| 34.  | Koszalin                | zachodniopomorskie  |           | Piotr Jedliński         | 5 września 1966(dts)      | Platforma Obywatelska RP                                      | 2        | 46,97       | 55,36        |
| 35.  | Kraków                  | małopolskie         |           | Jacek Majchrowski       | 13 stycznia 1947(dts)     | KWW Jacka Majchrowskiego (członek SLD)                        | 4        | 39,18       | 58,77        |
| 36.  | Krosno                  | podkarpackie        |           | Piotr Przytocki         | 15 sierpnia 1957(dts)     | KWW Samorządne Krosno Piotra Przytockiego                     | 4        | 69,91       | —            |
| 37.  | Kutno                   | łódzkie             |           | Zbigniew Burzyński      | 1 lutego 1952(dts)        | KWW Zbigniewa Burzyńskiego                                    | 5        | 65,08       | —            |
| 38.  | Legionowo               | mazowieckie         |           | Roman Smogorzewski      | 3 maja 1972(dts)          | KWW Prezydenta Romana Smogorzewskiego (członek PO)            | 5        | 73,08       | —            |
| 39.  | Legnica                 | dolnośląskie        |           | Tadeusz Krzakowski      | 25 stycznia 1957(dts)     | KWW Tadeusza Krzakowskiego (członek SLD)                      | 5        | 44,69       | 57,60        |
| 40.  | Leszno                  | wielkopolskie       |           | Łukasz Borowiak         | 11 kwietnia 1975(dts)     | KWW PL 18                                                     | 1        | 47,66       | 63,86        |
| 41.  | Lubin                   | dolnośląskie        |           | Robert Raczyński        | 3 kwietnia 1962(dts)      | KWW Robert Raczyński Lubin 2006                               | 5        | 70,76       | —            |
| 42.  | Lublin                  | lubelskie           |           | Krzysztof Żuk           | 21 czerwca 1957(dts)      | Platforma Obywatelska RP                                      | 2        | 60,13       | —            |
| 43.  | Łomża                   | podlaskie           |           | Mariusz Chrzanowski     | 25 września 1984(dts)     | Prawo i Sprawiedliwość                                        | 1        | 38,72       | 67,67        |
| 44.  | Łódź                    | łódzkie             |           | Hanna Zdanowska         | 23 marca 1959(dts)        | Platforma Obywatelska RP                                      | 2        | 54,08       | —            |
| 45.  | Mielec                  | podkarpackie        |           | Daniel Kozdęba          | 12 listopada 1976(dts)    | Razem dla Ziemi Mieleckiej (członek SLD)                      | 1        | 22,35*      | 61,19        |
| 46.  | Mysłowice               | śląskie             |           | Edward Lasok            | 17 września 1952(dts)     | KWW Mysłowickie Porozumienie Samorządowe                      | 2        | 46,01       | 65,61        |
| 47.  | Nowa Sól                | lubuskie            |           | Wadim Tyszkiewicz       | 15 listopada 1958(dts)    | KWW Wadim Tyszkiewicz                                         | 4        | 85,90       | —            |
| 48.  | Nowy Sącz               | małopolskie         |           | Ryszard Nowak           | 12 września 1962(dts)     | Prawo i Sprawiedliwość                                        | 3        | 37,67       | 50,31        |
| 49.  | Olsztyn                 | warmińsko-mazurskie |           | Piotr Grzymowicz        | 11 stycznia 1954(dts)     | KWW Piotra Grzymowicza                                        | 3        | 25,40*      | 50,47        |
| 50.  | Opole                   | opolskie            |           | Arkadiusz Wiśniewski    | 29 sierpnia 1978(dts)     | KWW Arkadiusza Wiśniewskiego                                  | 1        | 47,51       | 67,66        |
| 51.  | Ostrołęka               | mazowieckie         |           | Janusz Kotowski         | 25 marca 1966(dts)        | Prawo i Sprawiedliwość                                        | 3        | 47,59       | 53,61        |
| 52.  | Ostrowiec Świętokrzyski | świętokrzyskie      |           | Jarosław Górczyński     | 9 lutego 1971(dts)        | KWW Jarosława Górczyńskiego (członek PSL)                     | 1        | 42,50       | 58,43        |
| 53.  | Ostrów Wielkopolski     | wielkopolskie       |           | Beata Klimek            | 2 kwietnia 1962(dts)      | KWW Beaty Klimek Przyjazny Ostrów                             | 1        | 28,16*      | 55,20        |
| 54.  | Oświęcim                | małopolskie         |           | Janusz Chwierut         | 21 sierpnia 1965(dts)     | Platforma Obywatelska RP                                      | 1        | 59,13       | —            |
| 55.  | Otwock                  | mazowieckie         |           | Zbigniew Szczepaniak    | 4 kwietnia 1957(dts)      | KWW Otwock Tworzymy Wspólnie                                  | 3        | 29,16*      | 55,38        |
| 56.  | Pabianice               | łódzkie             |           | Grzegorz Mackiewicz     | 8 lutego 1975(dts)        | KWW Blok Samorządowy Razem                                    | 1        | 22,39*      | 63,11        |
| 57.  | Piekary Śląskie         | śląskie             |           | Sława Umińska-Duraj     | 30 czerwca 1977(dts)      | KWW K. Turzańskiego i S. Umińskiej-Duraj                      | 1        | 47,96       | 65,30        |
| 58.  | Piła                    | wielkopolskie       |           | Piotr Głowski           | 22 lipca 1967(dts)        | Platforma Obywatelska RP                                      | 2        | 60,49       | —            |
| 59.  | Piotrków Trybunalski    | łódzkie             |           | Krzysztof Chojniak      | 10 listopada 1966(dts)    | KWW Krzysztofa Chojniaka Razem Dla Piotrkowa                  | 3        | 56,03       | —            |
| 60.  | Płock                   | mazowieckie         |           | Andrzej Nowakowski      | 23 października 1971(dts) | Platforma Obywatelska RP                                      | 2        | 55,93       | —            |
| 61.  | Poznań                  | wielkopolskie       |           | Jacek Jaśkowiak         | 10 marca 1964(dts)        | Platforma Obywatelska RP                                      | 1        | 21,46*      | 59,09        |
| 62.  | Pruszków                | mazowieckie         |           | Jan Starzyński          | 4 lutego 1955(dts)        | KWW Samorządowe Porozumienie Pruszkowa                        | 5        | 43,07       | 59,76        |
| 63.  | Przemyśl                | podkarpackie        |           | Robert Choma            | 24 czerwca 1963(dts)      | KWW Roberta Chomy                                             | 4        | 27,50       | 60,62        |
| 64.  | Puławy                  | lubelskie           |           | Janusz Grobel           | 21 września 1949(dts)     | Stowarzyszenie „Porozumienie Samorządowe Prawicy Puławskiej”  | 6        | 67,02       | —            |
| 65.  | Racibórz                | śląskie             |           | Mirosław Lenk           | 12 sierpnia 1958(dts)     | KWW Razem dla Raciborza i Mirosław Lenk (członek PO)          | 3        | 37,63       | 53,92        |
| 66.  | Radom                   | mazowieckie         |           | Radosław Witkowski      | 4 czerwca 1974(dts)       | Platforma Obywatelska RP                                      | 1        | 29,54*      | 52,01        |
| 67.  | Radomsko                | łódzkie             |           | Anna Milczanowska       | 18 lipca 1958(dts)        | Prawo i Sprawiedliwość                                        | 3        | 40,13       | 50,88        |
| 67.  | Radomsko                | łódzkie             |           | Jarosław Ferenc         | 26 października 1968(dts) | KWW Razem dla Radomska                                        | 1        | 39,14       | 63,75        |
| 68.  | Ruda Śląska             | śląskie             |           | Grażyna Dziedzic        | 28 października 1954(dts) | KWW Grażyny Dziedzic                                          | 2        | 37,06       | 58,20        |
| 69.  | Rybnik                  | śląskie             |           | Piotr Kuczera           | 4 kwietnia 1977(dts)      | Platforma Obywatelska RP                                      | 1        | 27,08*      | 54,06        |
| 70.  | Rzeszów                 | podkarpackie        |           | Tadeusz Ferenc          | 10 lutego 1940(dts)       | Stowarzyszenie Rozwój Rzeszowa Tadeusza Ferenca (członek SLD) | 4        | 66,31       | —            |
| 71.  | Siedlce                 | mazowieckie         |           | Wojciech Kudelski       | 24 maja 1948(dts)         | Prawo i Sprawiedliwość                                        | 3        | 40,58       | 54,86        |
| 72.  | Siemianowice Śląskie    | śląskie             |           | Rafał Piech             | 11 lipca 1980(dts)        | KWW Rafał Piech SMS                                           | 1        | 26,82*      | 65,47        |
| 73.  | Sieradz                 | łódzkie             |           | Paweł Osiewała          | 9 sierpnia 1966(dts)      | KWW Solidarne Miasto Sieradz                                  | 1        | 28,46*      | 52,52        |
| 74.  | Skarżysko-Kamienna      | świętokrzyskie      |           | Konrad Krönig           | 8 marca 1983(dts)         | KWW Przyszłość i Rozwój                                       | 1        | 39,52       | 65,74        |
| 75.  | Skierniewice            | łódzkie             |           | Krzysztof Jażdżyk       | 25 lipca 1975(dts)        | Stowarzyszenie Razem dla Skierniewic                          | 1        | 41,62       | 57,11        |
| 76.  | Słupsk                  | pomorskie           |           | Robert Biedroń          | 13 kwietnia 1976(dts)     | KWW Roberta Biedronia „Nareszcie Zmiana”                      | 1        | 20,34*      | 57,08        |
| 77.  | Sopot                   | pomorskie           |           | Jacek Karnowski         | 16 sierpnia 1963(dts)     | KWW Platforma Sopocian Jacka Karnowskiego                     | 5        | 53,37       | —            |
| 78.  | Sosnowiec               | śląskie             |           | Arkadiusz Chęciński     | 5 czerwca 1971(dts)       | Platforma Obywatelska RP                                      | 1        | 26,21       | 63,16        |
| 79.  | Stalowa Wola            | podkarpackie        |           | Lucjusz Nadbereżny      | 21 maja 1985(dts)         | Prawo i Sprawiedliwość                                        | 1        | 52,18       | —            |
| 80.  | Starachowice            | świętokrzyskie      |           | Marek Materek           | 30 lipca 1989(dts)        | KWW Marka Materka                                             | 1        | 22,59*      | 58,54        |
| 81.  | Stargard                | zachodniopomorskie  |           | Sławomir Pajor          | 16 lutego 1959(dts)       | KWW Sławomira Pajora i Zofii Ławrynowicz                      | 4        | 46,98       | 56,43        |
| 81.  | Stargard                | zachodniopomorskie  |           | Rafał Zając             | 24 marca 1975(dts)        | KWW Rafała Zająca                                             | 1        | 87,57       | —            |
| 82.  | Starogard Gdański       | pomorskie           |           | Janusz Stankowiak       | 15 sierpnia 1965(dts)     | Stowarzyszenie „Nasz Starogard”                               | 1        | 28,10       | 67,07        |
| 83.  | Suwałki                 | podlaskie           |           | Czesław Renkiewicz      | 25 maja 1960(dts)         | KWW „Z Renkiewiczem dla Suwałk”                               | 2        | 46,80       | 63,57        |
| 84.  | Szczecin                | zachodniopomorskie  |           | Piotr Krzystek          | 5 lutego 1973(dts)        | Bezpartyjni KWW Piotra Krzystka                               | 3        | 46,46       | 71,93        |
| 85.  | Świdnica                | dolnośląskie        |           | Beata Moskal-Słaniewska | 15 marca 1966(dts)        | SLD Lewica Razem                                              | 1        | 27,64*      | 56,41        |
| 86.  | Świętochłowice          | śląskie             |           | Dawid Kostempski        | 9 maja 1979(dts)          | Platforma Obywatelska RP                                      | 2        | 51,72       | —            |
| 87.  | Świnoujście             | zachodniopomorskie  |           | Janusz Żmurkiewicz      | 25 lipca 1948(dts)        | SLD Lewica Razem                                              | 4        | 62,50       | —            |
| 88.  | Tarnobrzeg              | podkarpackie        |           | Grzegorz Kiełb          | 13 maja 1974(dts)         | KWW Moje Miasto Tarnobrzeg                                    | 1        | 30,09       | 63,91        |
| 89.  | Tarnów                  | małopolskie         |           | Roman Ciepiela          | 17 listopada 1955(dts)    | Platforma Obywatelska RP                                      | 2        | 38,83       | 51,10        |
| 90.  | Tczew                   | pomorskie           |           | Mirosław Pobłocki       | 8 marca 1962(dts)         | Porozumienie na Plus                                          | 2        | 66,16       | —            |
| 91.  | Tomaszów Mazowiecki     | łódzkie             |           | Marcin Witko            | 23 lipca 1971(dts)        | Prawo i Sprawiedliwość                                        | 1        | 35,00       | 53,66        |
| 92.  | Toruń                   | kujawsko-pomorskie  |           | Michał Zaleski          | 14 lipca 1952(dts)        | KWW Michał Zaleski                                            | 4        | 70,27       | —            |
| 93.  | Tychy                   | śląskie             |           | Andrzej Dziuba          | 1 grudnia 1956(dts)       | KWW Prezydenta Andrzeja Dziuby                                | 5        | 64,76       | —            |
| 94.  | Wałbrzych               | dolnośląskie        |           | Roman Szełemej          | 27 lutego 1960(dts)       | Platforma Obywatelska RP                                      | 2        | 84,00       | —            |
| 95.  | Warszawa                | mazowieckie         |           | Hanna Gronkiewicz-Waltz | 4 listopada 1952(dts)     | Platforma Obywatelska RP                                      | 3        | 47,19       | 58,64        |
| 96.  | Wejherowo               | pomorskie           |           | Krzysztof Hildebrandt   | 6 grudnia 1953(dts)       | KWW „Wolę Wejherowo”                                          | 5        | 51,84       | —            |
| 97.  | Włocławek               | kujawsko-pomorskie  |           | Marek Wojtkowski        | 26 lutego 1968(dts)       | Platforma Obywatelska RP                                      | 1        | 31,08       | 64,62        |
| 98.  | Wodzisław Śląski        | śląskie             |           | Mieczysław Kieca        | 31 lipca 1979(dts)        | KWW Nasz Wodzisław (członek PO)                               | 3        | 56,79       | —            |
| 99.  | Wrocław                 | dolnośląskie        |           | Rafał Dutkiewicz        | 6 lipca 1959(dts)         | KWW Rafał Dutkiewicz z Platformą                              | 4        | 42,37       | 54,72        |
| 100. | Zabrze                  | śląskie             |           | Małgorzata Mańka-Szulik | 11 sierpnia 1955(dts)     | KWW Małgorzaty Mańki-Szulik                                   | 3        | 63,03       | —            |
| 101. | Zamość                  | lubelskie           |           | Andrzej Wnuk            | 11 listopada 1975(dts)    | Prawo i Sprawiedliwość                                        | 1        | 33,85*      | 50,35        |
| 102. | Zawiercie               | śląskie             |           | Witold Grim             | 13 września 1950(dts)     | KWW Nowe Otwarcie                                             | 1        | 34,55       | 64,45        |
| 103. | Zduńska Wola            | łódzkie             |           | Piotr Niedźwiecki       | 11 października 1956(dts) | KWW Forum Dobrej Woli                                         | 3        | 29,05       | 51,12        |
| 104. | Zgierz                  | łódzkie             |           | Przemysław Staniszewski | 4 grudnia 1981(dts)       | Prawo i Sprawiedliwość                                        | 1        | 20,13       | 61,67        |
| 105. | Zielona Góra            | lubuskie            |           | Janusz Kubicki          | 31 grudnia 1969(dts)      | KWW Janusz Kubicki                                            | 3        | 68,26       | —            |
| 106. | Żory                    | śląskie             |           | Waldemar Socha          | 21 listopada 1962(dts)    | KWW Żorskie Porozumienie i W. Socha                           | 5        | 44,10       | 52,90        |
| 107. | Żyrardów                | mazowieckie         |           | Wojciech Jasiński       | 20 kwietnia 1967(dts)     | KWW Nowe Przymierze Samorządowe                               | 1        | 36,93       | 73,96        |

## Zmiany na stanowiskach w trakcie kadencji
Radomsko
Anna Milczanowska utraciła stanowisko prezydenta Radomska w związku z wyborem na posła w wyborach w 2015. Pełniącym funkcję prezydenta z nominacji premier Beaty Szydło został Wiesław Kamiński. 21 lutego 2016 w drugiej turze wyborów przedterminowych na nowego prezydenta został wybrany Jarosław Ferenc.
Stargard
Sławomir Pajor zmarł 18 stycznia 2017. Pełniącym funkcję prezydenta z nominacji premier Beaty Szydło został Paweł Bakun. 9 kwietnia 2017 w pierwszej turze wyborów przedterminowych na nowego prezydenta został wybrany Rafał Zając.
Mielec
Daniel Kozdęba zmarł 28 lutego 2018. Pełniącym funkcję prezydenta z nominacji premiera Mateusza Morawieckiego został Fryderyk Kapinos.